# Peter Mathews (Autor)
Peter Mathews (* 22. Oktober 1951 in Bremerhaven) ist ein deutscher Publizist, Autor von Kriminalromanen, Ghostwriter und Texter.

## Leben
Mathews studierte nach einer Lehre zum Industriekaufmann an der Hochschule für Wirtschaft und Politik in Hamburg und schloss das Studium als Diplom-Volkswirt ab. Bis 1980 arbeitete er in verschiedenen Verlagen. Von 1980 bis 2000 war er Werbeleiter, Lektor und Verlagsleiter und  Mitglied der Geschäftsführung der Rowohlt Verlage. 
Von 2004 bis 2008 war er Literaturagent und Verleger, seit 2008 lebt er als freier Publizist in Berlin.

## Werke (Auswahl)
Zusammen mit Norbert Klugmann schrieb er von 1984 bis 1999 Romane, Kriminalromane, Stories und gab ein Thrillermagazin heraus.
- Beule oder wie man einen Tresor knackt. rororo thriller 1984 (verfilmt vom NDR).
- Ein Kommissar für alle Fälle. rororo thriller 1985.
- Flieg, Adler Kühn, rororo thriller 1985.
- Die Schädiger, rororo thriller 1986.
- Tote Hilfe, rororo thriller 1990.
- Eine schöne Bescherung, Ein Weihnachtskrimi in 24 Kapiteln mit Illustrationen von Hendrik Dorgathen. rororo thriller 1990.
- Die Scheidungsparty, live auf Radio A 13, Roman, Rowohlt 1990.
- Vorübergehend verstorben, Roman,  Wunderlich 1996 (verfilmt vom ZDF).
- Kleinkrieg, Stories, rororo 1996.
- Fürchtet Euch nicht. Adventskrimi in 24 Kapiteln, div. Zeichner, Wunderlich Taschenbuch 1998.
- Land in Sicht, Roman, Rütten & Löning 1999.
- Lost Love, Stories, Kindle, 2015.
- (mit Benno Köpfer) Kadir, der Krieg und die Katze des Propheten, Roman, dtv Reihe Hanser, 2016.
- (mit Yitzhak Goldfine) Die Wahrheit hinter der Wahrheit. Die Goldfine-Akten, Europa Verlag 2016.
- Harro Harring. Die Geschichte des Dichters, Malers und Revolutionärs 1798 - 1870, Europa Verlag, Berlin 2017, ISBN 978-3-95890-067-7.

Herausgeber
- (Mit Klugmann) Thrillermagazin "Schwarze Beute", rororo Thriller Nr. 1–5, 1996–1999
- Das Geschenk, Anthologie, Berlin Verlag, 2001
- Schriftbild, Bild-TextBände gemeinsam mit Max Bartholl und Christoph Krämer

Drehbücher
- (mit Klugmann) Beule oder wie man einen Tresor knackt. TV-Spielfilm. Regie: Ralf Gregan mit Diether Krebs, NDR 1988

## Preise und Auszeichnungen
- 1986 Deutscher Krimipreis, 3. Platz